# Juriti-safira
Rola-perdiz-safira ou juriti-safira (Geotrygon saphirina) é uma espécie de ave da família Columbidae.
Pode ser encontrada nos seguintes países: Brasil, Colômbia, Equador e Peru.
Os seus habitats naturais são: florestas subtropicais ou tropicais húmidas de baixa altitude e regiões subtropicais ou tropicais húmidas de alta altitude.

## Subespécies
São reconhecidas três subespécies:
- Geotrygon saphirina saphirina (Bonaparte, 1855) - leste do Equador até o sudoeste do Peru e extremo oeste da Amazônia brasileira.
- Geotrygon saphirina rothschildi (Stolzmann, 1926) - sudoeste do Peru (vale do rio Marcapata).